# 5841 Стоун
5841 Стоун (5841 Stone) — астероїд головного поясу, відкритий 19 вересня 1982 року.
Тіссеранів параметр щодо Юпітера — 3,838.